# Metsokivi
Metsokivi är en klippa i Finland.   Den ligger i den ekonomiska regionen  Jyväskylä ekonomiska region  och landskapet Mellersta Finland, i den centrala delen av landet, 250 km norr om huvudstaden Helsingfors. Metsokivi ligger 230 meter över havet.
Terrängen runt Metsokivi är huvudsakligen platt. Metsokivi ligger uppe på en höjd. Runt Metsokivi är det mycket glesbefolkat, med 7 invånare per kvadratkilometer. Närmaste större samhälle är Uurainen, 18,6 km öster om Metsokivi. I omgivningarna runt Metsokivi växer i huvudsak blandskog.